# 기저 (선형대수학)
선형대수학에서, 어떤 벡터 공간의 기저(基底, 영어: basis)는 그 벡터 공간을 선형생성하는 선형독립인 벡터들이다. 달리 말해, 벡터 공간의 임의의 벡터에게 선형결합으로서 유일한 표현을 부여하는 벡터들이다.

## 정의
체 {\displaystyle K} 위의 벡터 공간 {\displaystyle V}의 유한 기저는 다음 두 조건을 만족하는, {\displaystyle V}의 유한부분집합 {\displaystyle B=\{b_{1},\ldots ,b_{n}\}\subseteq V}이다.
- (선형독립) 임의의 {\displaystyle c_{1},\ldots ,c_{n}\in K}에 대하여, 만약 {\displaystyle c_{1}b_{1}+\cdots +c_{n}b_{n}=0}이면, {\displaystyle c_{1}=\cdots =c_{n}=0}이다.
- (선형생성) 임의의 벡터 {\displaystyle v\in V}는, 어떤 {\displaystyle c_{1},\ldots ,c_{n}\in K}를 써서 {\displaystyle v=c_{1}b_{1}+\cdots +c_{n}b_{n}}와 같이 표현된다.

이때 간단히 {\displaystyle b_{1},\ldots ,b_{n}}을 {\displaystyle V}의 기저라고도 한다.
보다 일반적으로, 기저는 다음 두 조건을 만족하는 {\displaystyle V}의 부분집합 {\displaystyle B\subseteq V}이다.
- (선형독립) 임의의 {\displaystyle c_{1},\ldots ,c_{n}\in K} 및 {\displaystyle b_{1},\ldots ,b_{n}\in B}에 대하여, 만약 {\displaystyle c_{1}b_{1}+\cdots +c_{n}b_{n}=0}이면, {\displaystyle c_{1}=\cdots =c_{n}=0}이다.
- (선형생성) 임의의 벡터 {\displaystyle v\in V}는, 어떤 {\displaystyle c_{1},\ldots ,c_{n}\in K} 및 {\displaystyle b_{1},\ldots ,b_{n}\in B}를 써서 {\displaystyle v=c_{1}b_{1}+\cdots +c_{n}b_{n}}와 같이 표현된다.

샤우데르 기저와 구별하기 위해, 하멜 기저(영어: Hamel basis)라는 용어를 사용하기도 한다.

## 성질
모든 벡터는 기저의 선형결합으로 유일하게 표현되며, 서로 다른 벡터는 서로 다른 표현을 갖는다. 따라서 기저는 벡터를 식별하는 좌표를 부여한다.
벡터 공간의 차원은 기저 집합의 원소의 개수이다.

## 기저의 종류
유클리드 공간 {\displaystyle \mathbb {R} ^{2}}의 벡터 {\displaystyle e_{1}=(1,0)}, {\displaystyle e_{2}=(0,1)}은 {\displaystyle \mathbb {R} ^{2}}의 기저이다. 보다 일반적으로, {\displaystyle n}차 단위행렬의 열벡터 {\displaystyle e_{1},\ldots ,e_{n}}은 {\displaystyle \mathbb {R} ^{n}}의 기저이며, 이를 {\displaystyle \mathbb {R} ^{n}}의 표준기저(標準基底, 영어: standard basis)라고 한다.
벡터 공간의 기저는 일반적으로 유일하지 않다. 예를 들어, {\displaystyle b_{1}=(1,0)}, {\displaystyle b_{2}=(1,1)} 역시 {\displaystyle \mathbb {R} ^{2}}의 기저이다.
실수 다항식환 {\displaystyle \mathbb {R} [x]}는 무한 기저 {\displaystyle \{1,x,x^{2},\ldots \}}을 갖는다.

### 정규직교기저
{\displaystyle (V,\|\cdot \|)}가 순서체 {\displaystyle K} 위의 노름 공간이라고 하자. 다음 조건을 만족시키는 {\displaystyle V}의 기저 {\displaystyle B}를 정규기저(영어: normal basis)라고 한다.
- 모든 {\displaystyle b\in B}에 대하여, {\displaystyle \|b\|=1}

{\displaystyle (V,\langle \cdot ,\cdot \rangle )}가 순서체 {\displaystyle K} 위의 내적공간이라고 하자. 다음 조건을 만족시키는 {\displaystyle V}의 기저 {\displaystyle B}를 직교기저(영어: orthogonal basis)라고 한다.
- 모든 {\displaystyle b,b'\in B}에 대하여, 만약 {\displaystyle b\neq b'}이라면 {\displaystyle \langle b,b'\rangle =0}

정규기저이자 직교기저인, 내적공간의 기저를 정규직교기저(영어: orthonormal basis)라고 한다.
이를테면, {\displaystyle \mathbb {R} ^{n}}의 표준기저는 정규직교기저이다.

## 좌표
유클리드 공간에서 점과 그 좌표가 일대일 대응하는 것과 비슷하게, 일반 벡터 공간에서 주어진 기저에 따라 좌표(座標, 영어: coordinate)를 구성할 수 있다. 다만, 유클리드 공간의 표준기저가 자연스런 순서를 갖춘 것처럼, 일반 벡터 공간에서도 순서를 추가한 기저 즉 순서기저(順序基底, 영어: ordered basis)가 필요하다.
구체적으로, 벡터 공간 {\displaystyle V}의 순서기저는 전순서를 갖춘, {\displaystyle V}의 기저이다. 유한차원 벡터 공간의 경우, 기저에 자연수 첨수를 주는 것으로 족하다. 유한차원 벡터 공간 {\displaystyle V} 및 그 순서기저 {\displaystyle B=\{b_{1},\ldots ,b_{n}\}}이 주어졌다고 하자. 그렇다면, 벡터 {\displaystyle v\in V}의 기저 {\displaystyle B}에 대한 좌표는 {\displaystyle v=c_{1}b_{1}+\cdots +c_{n}b_{n}}을 만족하는 스칼라의 튜플
{\displaystyle (v)_{B}=(c_{1},\ldots ,c_{n})}
이다.
이에 따라, 벡터 공간의 순서기저가 주어졌을 때, 벡터는 그 좌표와 일대일 대응한다.

## 기저의 변환
벡터 공간 {\displaystyle V}의 기저 {\displaystyle {\mathfrak {B}}=\{v_{1},\ldots ,v_{n}\},{\mathfrak {B'}}=\{v'_{1},\ldots ,v'_{n}\}}가 주어질 때, 기저 변환을 다음과 같이 표시할 수 있다. 여기서 {\displaystyle [v]_{\mathfrak {B}},[v]_{\mathfrak {B'}}}는 벡터 v를 각각 {\displaystyle {\mathfrak {B}},{\mathfrak {B'}}} 기저로 표시한 좌표이고, {\displaystyle [I]_{{\mathfrak {B}},{\mathfrak {B'}}}}는 기저 {\displaystyle {\mathfrak {B}}}에서 {\displaystyle {\mathfrak {B'}}}로 변환하는 행렬이다.
{\displaystyle [v]_{\mathfrak {B'}}=[I]_{{\mathfrak {B}},{\mathfrak {B'}}}[v]_{\mathfrak {B}}}
기존 기저 {\displaystyle {\mathfrak {B}}}의 원소를 새로운 기저 {\displaystyle {\mathfrak {B'}}}의 선형 결합으로 표시할 수 있다.
{\displaystyle v_{j}=\sum _{k=1}^{n}a_{k,j}v'_{k}\qquad {\text{for }}j=1,\cdots ,n}
이 때, {\displaystyle [v_{j}]_{\mathfrak {B'}}={\begin{bmatrix}a_{1,j}\\\vdots \\a_{n,j}\end{bmatrix}}}의 꼴이 된다.
만약 {\displaystyle {\mathfrak {E}}}가 {\displaystyle \mathbb {R} ^{n}}의 표준기저이고 {\displaystyle {\mathfrak {B}}}가 다른 기저라고 한다면, 기저 {\displaystyle {\mathfrak {B}}}에서 {\displaystyle {\mathfrak {E}}}로 변환하는 행렬 {\displaystyle [I]_{{\mathfrak {B}},{\mathfrak {E}}}}의 열 성분은 순서기저 {\displaystyle {\mathfrak {B}}}의 열벡터 성분이다. 이 점을 이용하여 {\displaystyle {\mathfrak {B}}}에서 {\displaystyle {\mathfrak {B'}}}로의 기저 변환 행렬을 간편하게 구할 수 있다.
{\displaystyle [I]_{{\mathfrak {B}},{\mathfrak {B'}}}=[I]_{{\mathfrak {E}},{\mathfrak {B'}}}[I]_{{\mathfrak {B}},{\mathfrak {E}}}=([I]_{{\mathfrak {B'}},{\mathfrak {E}}})^{-1}[I]_{{\mathfrak {B}},{\mathfrak {E}}}}

## 주석과 참고 자료
1. ↑  Meckes, Elizabeth S.; Meckes, Mark W. (2018). 《Linear algebra》. Cambridge, United Kingdom: Cambridge University Press. 199-201쪽. ISBN 978-1-107-17790-1.

- “Basis”. 《Encyclopedia of Mathematics》 (영어). Springer-Verlag. 2001. ISBN 978-1-55608-010-4.
- Weisstein, Eric Wolfgang. “Vector space basis”. 《Wolfram MathWorld》 (영어). Wolfram Research.